# Luca Barbarossa

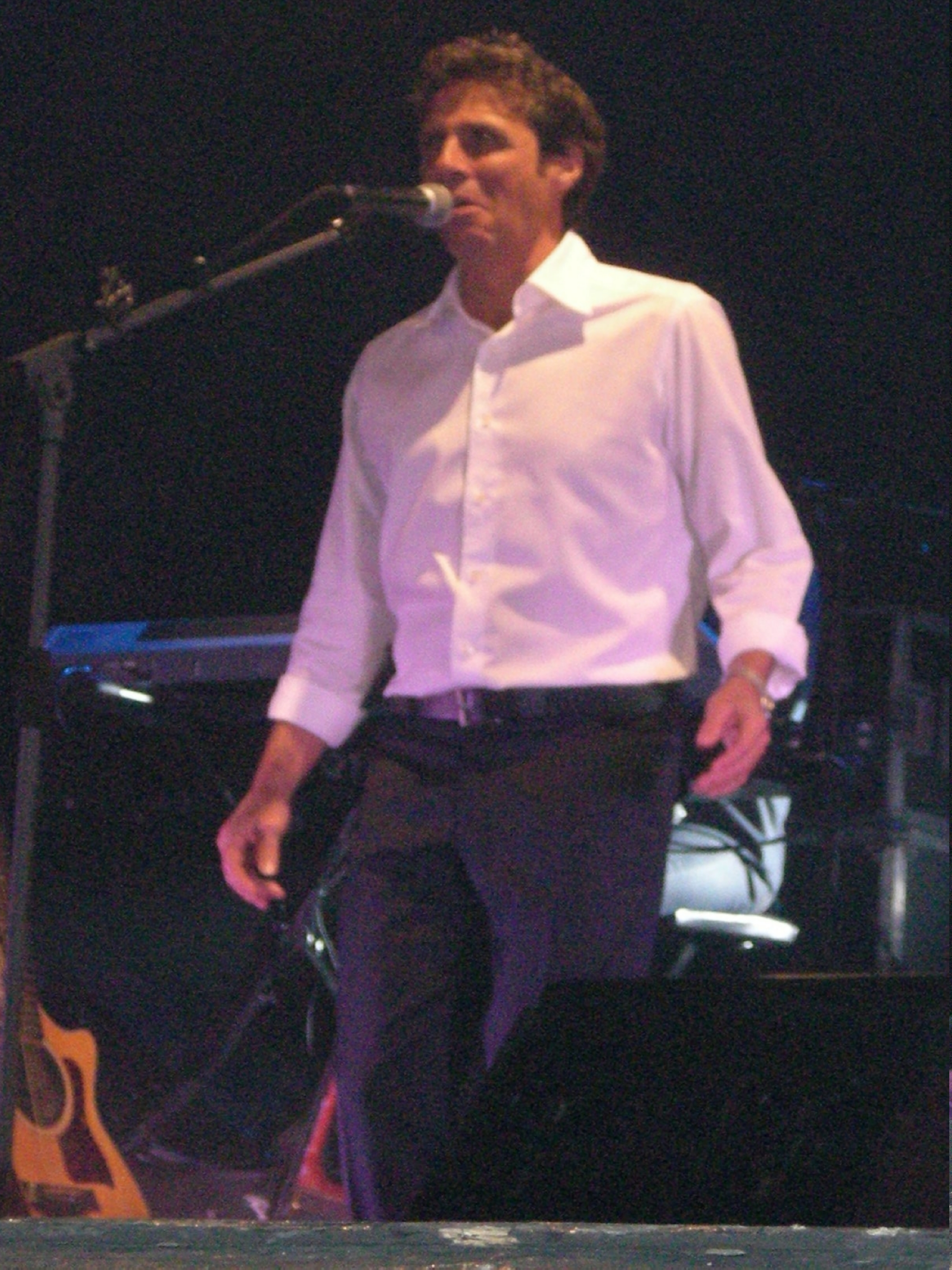
Luca Barbarossa bei einem Auftritt 2009

Luca Barbarossa (* 15. April 1961 in Rom) ist ein italienischer Cantautore und Radiomoderator. Er nahm neunmal am Sanremo-Festival teil und gewann es 1992 mit dem Lied Portami a ballare.

## Karriere
Nachdem Barbarossa vom Musikproduzenten Shel Shapiro entdeckt worden war, gewann er 1980 das Musikfestival von Castrocaro, womit er als Teilnehmer zum Sanremo-Festival 1981 zugelassen wurde. Dort erreichte er mit Roma spogliata den vierten Platz. Die Single erschien beim Label Fonit Cetra, wie auch das folgende selbstbetitelte Debütalbum. Als Opening Act von Riccardo Cocciante hatte Barbarossa im Anschluss auch Gelegenheit, auf Tournee zu gehen. Danach veröffentlichte er weitere Singles, wechselte schließlich Plattenfirma und begann, mit Antonio Coggio zusammenzuarbeiten. Mit dem Lied Via Margutta trat Barbarossa 1986 wieder in Sanremo an, 1987 mit Come dentro un film, Titelsong des zweiten Albums, das anschließend bei CBS veröffentlicht wurde.
Ein Jahr später gelang ihm sein größter Hit L’amore rubato, mit dem er beim Sanremo-Festival 1988 auf dem dritten Platz und in den italienischen Charts auf Platz eins landete. Auch das Album Non tutti gli uomini konnte die Spitzenposition erreichen. Weniger erfolgreich war seine Teilnahme am Eurovision Song Contest 1988 mit dem Lied Ti scrivo (Vivo): Er erreichte den zwölften Platz. Nach dem Album Al di là del muro (1989) kehrte Barbarossa 1992 zum Sanremo-Festival zurück, wo ihm mit Portami a ballare der Sieg gelang. Er wurde dafür außerdem mit dem Kritikerpreis ausgezeichnet. Es folgte das Album Cuore d’acciaio bei Columbia.
Nach dem Livealbum Vivo! (1993) und Le cose da salvare (1994) nahm Barbarossa 1996 mit Il ragazzo con la chitarra erneut am Sanremo-Festival teil und veröffentlichte das Album Sotto lo stesso cielo. Danach konzentrierte er sich auf seine Konzerttätigkeit, war in der Nazionale Cantanti aktiv und engagierte sich für Amnesty International (für die Hilfsorganisation organisierte er 1999 das Benefizkonzert Tutti giù per terra). In Zusammenarbeit mit Romano Musumarra veröffentlichte er 1999 auch sein nächstes Album Musica e parole, dem 2001 das Best-of-Album Viaggio di ritorno 2001-1981 folgte.
Mit dem Lied Fortuna kehrte Barbarossa 2003 zum siebten Mal nach Sanremo zurück, das Lied kündigte das gleichnamige Album an. Nach einigen eigenen Singles und Songwriter-Tätigkeit für andere Interpreten meldete er sich 2008 mit dem Album Via delle storie infinite zurück. Zwischen 2008 und 2010 ging er zusammen mit dem Schauspieler Neri Marcoré und dem gemeinsamen Musiktheaterstück Attenti a quei due auf Tournee, 2011 ging er mit Raquel del Rosario noch einmal beim Sanremo-Festival ins Rennen. Das Lied Fino in fondo fand anschließend Eingang ins zweite Best of Barbarossa Social Club, auf dem auch Max Gazzè und Fiorella Mannoia zu hören waren. Seit 2010 hat Barbarossa außerdem auf Rai Radio 2 eine eigene Musiksendung, Radio 2 Social Club. Aus dieser ging 2015 auch die Kompilation Radio Duets – Musica libera hervor.
Beim Sanremo-Festival 2018 erreichte der Musiker mit Passame er sale den siebten Platz und erhielt den Premio Lunezia für den besten Text.
Als Songwriter war Barbarossa u. a. für Luciano Pavarotti, Gianni Morandi, Paola Turci, Tina Arena oder Alessandro Safina tätig.

## Diskografie

### Alben
| Jahr | Titel Musiklabel                          | Höchstplatzierung, Gesamtwochen, AuszeichnungChartsChartplatzierungen (Jahr, Titel, Musiklabel, Platzierungen, Wochen, Auszeichnungen, Anmerkungen) | Anmerkungen |
| Jahr | Titel Musiklabel                          | IT | Anmerkungen |
| ---- | ----------------------------------------- | --- | ----------- |
| 1988 | Non tutti gli uomini CBS                  | IT1 (17 Wo.)IT |             |
| 1989 | Al di là del muro CBS                     | IT22 (6 Wo.)IT |             |
| 1992 | Cuore d’acciaio Columbia                  | IT4 (10 Wo.)IT |             |
| 1993 | Vivo! Columbia                            | IT23 (3 Wo.)IT | Livealbum   |
| 1994 | Le cose da salvare Columbia               | IT21 (4 Wo.)IT |             |
| 2003 | Fortuna Sony                              | IT70 (1 Wo.)IT |             |
| 2008 | Via delle storie infinite Universo/Warner | IT33 (4 Wo.)IT |             |
| 2018 | Roma è de tutti Sony                      | IT21 (7 Wo.)IT |             |

Weitere Alben
- 1981: Luca Barbarossa (Fonit Cetra)
- 1987: Come dentro un film (CBS)
- 1996: Sotto lo stesso cielo (Sony)
- 1999: Musica e parole (Sony)

### Kompilationen
| Jahr | Titel Musiklabel                 | Höchstplatzierung, Gesamtwochen, AuszeichnungChartsChartplatzierungen (Jahr, Titel, Musiklabel, Platzierungen, Wochen, Auszeichnungen, Anmerkungen) | Anmerkungen                               |
| Jahr | Titel Musiklabel                 | IT | Anmerkungen                               |
| ---- | -------------------------------- | --- | ----------------------------------------- |
| 2001 | Viaggio di ritorno Sony          | IT76 (1 Wo.)IT | Kompilation                               |
| 2011 | Barbarossa Social Club Edel      | IT47 (3 Wo.)IT | Kompilation                               |
| 2015 | Radio Duets – Musica libera Sony | IT34 (6 Wo.)IT | Luca Barbarossa & Social Band Kompilation |

### Singles
| Jahr | Titel Album                          | Höchstplatzierung, Gesamtwochen, AuszeichnungChartsChartplatzierungen (Jahr, Titel, Album, Platzierungen, Wochen, Auszeichnungen, Anmerkungen) | Anmerkungen                                 |
| Jahr | Titel Album                          | IT | Anmerkungen                                 |
| ---- | ------------------------------------ | --- | ------------------------------------------- |
| 1981 | Roma spogliata Luca Barbarossa       | IT12 (5 Wo.)IT | B-Seite: Se il letto mio volasse            |
| 1988 | L’amore rubato Non tutti gli uomini  | IT1 (16 Wo.)IT | B-Seite: Vivo                               |
| 1992 | Portami a ballare Cuore d’acciaio    | IT4 (9 Wo.)IT | B-Seite: Ho fatto l’eroe                    |
| 1994 | Cellai solo te Le cose da salvare    | IT19 (4 Wo.)IT | B-Seite: La canzone del sole Lucio Battisti |
| 2011 | Fino in fondo Barbarossa Social Club | IT6 (2 Wo.)IT | feat. Raquel del Rosario                    |

Weitere Singles
- Da stasera / La vita vista da un aereo (1981)
- La strada del sole / Se potesse parlare la mia chitarra (1982)
- Colore / Belle le tue labbra (1984)
- Vita (1985)
- Via Margutta / Ognuno di noi (1986)
- Come dentro un film / Buonanotte (1987)
- Yuppies / Da grande (1988)
- Al di là del muro / Sarò qualcuno (1989)
- Il ragazzo con la chitarra / Union Maid (1996)
- Musica e parole / Ali di cartone (1999)
- Segnali di fumo (feat. Tina Arena) / Foglia su foglia (1999)
- Viaggio di ritorno / Stella segreta (2001)
- Fortuna / Al lupo al lupo (2003)
- Aspettavamo il 2000 (2007)
- Fino in fondo (2011)

## Belege
1. 1 2  Chartquellen (Alben):
  - M&D-Chartarchiv. Musica e dischi, archiviert vom Original (nicht mehr online verfügbar) am 24. Juli 2017; abgerufen am 18. Mai 2017 (italienisch, kostenpflichtiger Abonnement-Zugang).  Info: Der Archivlink wurde automatisch eingesetzt und noch nicht geprüft. Bitte prüfe Original- und Archivlink gemäß Anleitung und entferne dann diesen Hinweis.
  - Guido Racca & Chartitalia: Top 100 FIMI Album. Lulu, 2013, S. 73.
  - Alben von Luca Barbarossa. In: Italiancharts.com. Hung Medien, abgerufen am 18. Mai 2017.
2. ↑  Chartquellen (Singles):
  - M&D-Chartarchiv. Musica e dischi, archiviert vom Original (nicht mehr online verfügbar) am 24. Juli 2017; abgerufen am 18. Mai 2017 (italienisch, kostenpflichtiger Abonnement-Zugang).  Info: Der Archivlink wurde automatisch eingesetzt und noch nicht geprüft. Bitte prüfe Original- und Archivlink gemäß Anleitung und entferne dann diesen Hinweis.
  - Guido Racca & Chartitalia: Top 100 FIMI Singoli. Lulu, 2013, S. 68.

| Personendaten    | Personendaten                               |
| ---------------- | ------------------------------------------- |
| NAME             | Barbarossa, Luca                            |
| KURZBESCHREIBUNG | italienischer Cantautore und Radiomoderator |
| GEBURTSDATUM     | 15. April 1961                              |
| GEBURTSORT       | Rom                                         |